# اوردنونگس‌پولیتسای
اوردنونگس‌پولیتزای (به آلمانی: Ordnungspolizei یا به صورت کوته‌نوشت Orpo یا اورپو) به معنای «پلیس نظم» نیروی پلیس یونیفورم‌پوشی در آلمان نازی بود که میان سال‌های ۱۹۳۶ تا ۱۹۴۵ فعالیت می‌کرد. پس از آنکه حوزه قضایی پلیس منطقه‌ای به سود دولت مرکزی نازی حذف و «رایش‌سازی» شد، سازمان اورپو جذب مونوپولی حزب نازی شد. اورپو بر روی کاغذ توسط وزارت کشور کنترل می‌شد اما در عمل تا پایان جنگ جهانی دوم از فرمان‌های رهبری اس‌اس تبعیت می‌کرد. به دلیل یونیفرم‌های سبز خود، اعضای اورپو به نام Grüne Polizei (پلیس سبز) نیز شناخته می‌شدند. این نیرو در ابتدا به عنوان سازمانی متمرکز که پلیس‌های یونیفورم‌پوش شهرداری، شهری و روستایی را متحدالشکل می‌کرد و بر پایه ساختار ایالت-به-ایالت تشکیل شد.
اوردنونگس‌پولیتزای دربرگیرندهٔ تقریباً تمامی سازمان‌های اجرایی قانون و واکنش اضطراری آلمان نازی، از جمله نیروهای آتش‌نشانی، گارد ساحلی و دفاع مدنی می‌شد. در دوره پیش از جنگ، هاینریش هیملر، فرمانده اس‌اس و کورت دالوگه، رئیس پلیس نظم، با هم همکاری کردند و در نیروی پلیس جمهوری وایمار را تبدیل به تشکیلاتی نظامی آماده برای خدمت به اهداف رژیم نازی برای کشورگشایی و نابودی نژادی کردند. نیروهای پلیس ابتدا برای تهاجم به لهستان به گروه‌هایی با اندازهٔ برابر با گردان تقسیم شدند؛ آن‌ها سپس در لهستان برای اهداف امنیتی و پلیسی مستقر شدند و در اعدامها و تبعیدهای گسترده شرکت کردند. در طول جنگ جهانی دوم و از بهار ۱۹۴۰ به بعد، این نیروها وظیفه نگهبانی از مناطق اشغالی را داشتند. فعالیت‌های اورپو با آغاز حمله به اتحاد جماهیر شوروی متحول شد و به نسل‌کشی شدت گرفت. بیست و سه گردان پلیس نظم که به بخشهای امنیتی ورماخت و آینزاتس‌گروپن متصل بودند، در جریان هولوکاست اقدام به کشتار کردند و مسئول جنایات گسترده علیه بشریت و نسل‌کشی مردم غیرنظامی بودند.